# Nikołaj Tałyzin
Nikołaj Władimirowicz Tałyzin (ros. Никола́й Влади́мирович Талы́зин, ur. 28 stycznia 1929 w Moskwie, zm. 23 stycznia 1991 tamże) – radziecki polityk, I wicepremier (1985–1988), minister łączności ZSRR (1975–1980).
Od 1944 monter, później konstruktor, w 1955 ukończył Moskiewski Elektrotechniczny Instytut Łączności, po czym pracował jako inżynier, wiodący konstruktor i starszy pracownik naukowy. Od 1960 w KPZR, w 1970 został doktorem nauk technicznych, a 1975 profesorem. Od października 1965 zastępca, później I zastępca ministra, a od września 1975 do października 1980 minister łączności ZSRR. Od października 1980 zastępca, a od października 1985 do października 1988 I zastępca przewodniczącego Rady Ministrów ZSRR; od października 1988 do lipca 1989 ponownie zastępca przewodniczącego Rady Ministrów ZSRR, równocześnie stały przedstawiciel ZSRR w RWPG, od września 1989 na emeryturze. Deputowany do Rady Najwyższej ZSRR 10 i 11 kadencji. Pochowany na Cmentarzu Nowodziewiczym.

## Odznaczenia i nagrody
- Order Lenina
- Order Rewolucji Październikowej
- Order Czerwonego Sztandaru Pracy
- Nagroda Państwowa ZSRR (dwukrotnie – 1968 i 1975)